# Gulnara Fatkúlina
Gulnara Fatkúlina (en ruso: Гульнара Фаткулина; Judzhant, 25 de diciembre de 1971) es una deportista rusa que compitió en ciclismo en las modalidades de ruta y pista.
En carretera sus mayores éxitos son la victoria en una etapa del Giro de Italia de 1999 y la medalla de bronce en el Campeonato Mundial de Ciclismo en Ruta de 1992, en la prueba de contrarreloj por equipos.
Ganó una medalla de bronce en el Campeonato Mundial de Ciclismo en Pista de 1996, en la carrera por puntos.

## Medallero internacional

### Ciclismo en ruta
| Campeonato Mundial | Campeonato Mundial | Campeonato Mundial | Campeonato Mundial       |
| Año                | Lugar              | Medalla            | Competición              |
| ------------------ | ------------------ | ------------------ | ------------------------ |
| 1992               | Benidorm ( España) | Medalla de bronce  | Contrarreloj por equipos |

### Ciclismo en pista
| Campeonato Mundial | Campeonato Mundial        | Campeonato Mundial | Campeonato Mundial |
| Año                | Lugar                     | Medalla            | Competición        |
| ------------------ | ------------------------- | ------------------ | ------------------ |
| 1996               | Mánchester ( Reino Unido) | Medalla de bronce  | Puntuación         |